# 689 Zita
A 689 Zita (ideiglenes jelöléssel 1909 HJ) a Naprendszer kisbolygóövében található aszteroida. Johann Palisa fedezte fel 1909. szeptember 12-én.